# Bandits de grands chemins
Pour les articles homonymes, voir Black Bart.
Bandits de grands chemins (titre original : Black Bart) est un film américain réalisé par George Sherman, sorti en 1948.
Le héros de ce film est Charles Bolles, un personnage historique, bandit qui vivait au XIXe siècle et qui attaquait les diligences.

## Synopsis
Charles Bolles et Lance Hardeen échappent de justesse à la pendaison et décident de mettre fin à leur collaboration - Mais le destin les remettra sur un chemin commun en leur faisant rencontrer la danseuse Lola Montez.

## Fiche technique
- Titre original : Black Bart
- Titre français : Bandits de grands chemins
- Titre anglais : Black Bart, Highwayman
- Réalisation : George Sherman
- Scénario : William Bowers, Jack Natteford et Luci Ward d'après une histoire de Jack Natteford et Luci Ward
- Production : Leonard Goldstein
- Société de production : Universal Pictures
- Photographie : Irving Glassberg
- Musique : Frank Skinner, Leith Stevens et Miklós Rózsa (non crédité)
- Chorégraphe : Val Raset
- Direction artistique : Bernard Herzbrun et Emrich Nicholson
- Costumes : Yvonne Wood
- Montage : Russell F. Schoengarth
- Pays d'origine :  États-Unis
- Langue originale : anglais
- Format : couleur (Technicolor) – 35 mm – 1,37:1 – mono (Western Electric Recording)
- Genre : western
- Durée : 80 minutes
- Date de sortie : 
  -  États-Unis : 3 mars 1948 (New York)
  -  France : 25 mai 1948

## Distribution
- Yvonne De Carlo  (VF :  Françoise Gaudray): Lola Montez
- Dan Duryea (VF : Pierre-Louis) : Charles E. Bolles/Black Bart
- Jeffrey Lynn (VF : Michel Gudin) : Lance Hardeen
- Percy Kilbride : Jersey Brady
- Lloyd Gough (VF : Serge Nadaud) : Shérif Gordon
- Frank Lovejoy  (VF : Roger Tréville): Mark Lorimer
- John McIntire : Clark
- Don Beddoe (VF : René Blancard) : J.T. Hall
- Ray Walker (VF : Fernand Rauzena) : MacFarland
- Soledad Jiménez : Teresa
- Eddy Waller (VF : Henry Valbel) : Ed Mason
- Anne O'Neal (VF : Marie Francey) : Mme Harmon
- William Bailey : un villageois
- Si Jenks : le pilier de bar chiquant